# Старики (Житомирская область)
Старики (укр. Старики) — село на Украине, основано в 1840 году, находится в Иршанской поселковой общине Житомирской области. Село расположено на левом берегу живописной реки Ирша в 800 метрах от городка Иршанск, который расположен на правом берегу реки Ирша. Иршанск и Старики соединяет плотина.

## Инфраструктура
В селе работает продуктовый магазин, библиотека, клуб и медпункт.
В 2015 году была построена современная игровая площадка для детей.
Каждую субботу с 6:00 до 14:00 работает «Иршанский рынок», где представлены основные виды потребительских товаров (продукты питания, одежда, цветы, бытовая химия, товары для дома и сада, товары для животных).
Каждый день в селе проходит маршрутное такси на Житомир, Коростень, Малин и железнодорожную станцию электрички Киев-Коростень Чоповичи
Школы, детские сады и различные секции для детей (рисование, музыкальная школа, спорткомплекс, бассейн, тхэквондо, футбол, баскетбол и.т.д.) работают в Иршанске.

## Общая информация
Код КОАТУУ — 1822386803. Почтовый индекс — 11581. Телефонный код — 4142. Занимает площадь 1,825 км².
Население по переписи 2001 года составляет 418 человек. В основном, из-за удобного географического расположения, в селе приобретают недвижимость и землю для дачных участков жители таких городов как Киев, Житомир, Коростень, Иршанск.
Полесские леса вокруг села богаты на белые грибы, чернику, землянику и малину.
В двух километрах от села расположены знаменитые своей чистой водой Голубые озёра.

## Знаменитые люди
В 1860 году в селе родился геолог и палеонтолог В. П. Амалицкий.